# پادگان دوکوهه
پادگان دوکوهه پادگانی نظامی برای آماده‌سازی رزمندگان در جنگ ایران و عراق بود. این پادگان مقر اصلی تیپ ۷۲ پیاده مکانیزه دوکوهه می‌باشد. بخش اصلی پادگان که شامل ساختمان‌های گردان‌ها و انبارهای نگهداری اسلحه، ساختمان‌های اداری، دژبانی، انبار و ادوات، همچنین زمین صبحگاه در کنار یکدیگر و در نزدیک جاده قرار داشت، اما امروز این پادگان به دو بخش تقسیم شده‌است، که با فنس و دیوار از هم جدا شده‌اند. بخش شرقی آن در اختیار لشکر ۲۷ محمد رسول‌الله قرار دارد، که تبدیل به یادمان جنگ ایران و عراق شده و یکی از محل‌های بازدید کاروان‌های راهیان نور است. بخش غربی پادگان در اختیار ارتش است، که ساختمان‌های پنج طبقه آن مسکونی شده و قسمت‌های دیگر به‌صورت انبار مهمات و تأسیسات درآمده است. این پادگان یکی از نمادهای جنگ ایران و عراق است.

## تاریخچه
پادگان دوکوهه نام منطقه و پادگانی است در ۴ کیلومتری شمال‌غربی شهر اندیمشک، در مجاورت جاده اندیمشک - خرم‌آباد که دهستان دوکوهه در شرق جاده و پادگان دوکوهه در غرب جاده واقع شده‌است. این پادگان از شمال و غرب به رودخانهٔ فصلی بالارود منتهی می‌شود و بخش جنوبی آن نیز با عوارض مصنوعی محدود شده‌است.
این منطقه به علت وجود دو ارتفاع ۳۱۶ و ۲۸۸ متری در کنار هم، که مانند دو کوه دوقولو در این منطقه مسطح خود نمایی می‌کنند، دوکوهه نام گرفته‌است. مساحت این پادگان با حواشی آن ۱۵ کیلومتر مربع می‌باشد، که وسعت بخش اصلی آن کمتر از ۵ کیلومتر مربع است. بخش اصلی پادگان که شامل ساختمان‌های گردان‌ها، ساختمان‌های اداری، دژبانی و انبار و ادوات، همچنین زمین صحبگاه است، در کنار جاده و ایستگاه راه‌آهن دوکوهه قرار دارد.
دوکوهه قبل از وقوع انقلاب ۱۳۵۷ پادگان پشتیبانی لشکر ۹۲ زرهی اهواز و یگان‌های نظامی جنوب‌غرب کشور بود و ساختمان‌هایی نیمه‌ساز برای نیروهای پادگان وجود داشت. با شروع جنگ ایران و عراق، این پادگان در اختیار یگان‌های سپاه پاسداران قرار گرفت و در دوران جنگ، به مهم‌ترین پادگان عملیاتی خوزستان مبدل شد. این پادگان که عقبه یگان‌های عمل کننده در عملیات فتح‌المبین بود، پس از این عملیات به پادگان تیپ ۲۷ محمد رسول‌الله تبدیل شد. همچنین لشکر ۱۰ سیدالشهدا نیز در همین پادگان تشکیل و راه‌اندازی شد، که بعدها مقر اصلی آن به نزدیکی همین پادگان (پادگان شهید کلهر) منتقل گردید. در طول جنگ، پادگان دوکوهه بزرگ‌ترین منزلگاه برای تجهیز و سازماندهی نیروهای جبهه جنوب بود.
دو نوع ساختمان در دوکوهه بود؛ ساختمان‌های یک طبقه که در قسمت شمال و غرب پادگان قرار داشتند و واحدهای اداری بودند، که کارهای ستادی و خدماتی در آنها انجام می‌شد و بخش دیگر، ساختمان‌های ۵ طبقه‌ای بودند، که به‌عنوان آسایشگاه نیروهای رزمنده از آنها استفاده می‌شد و در بخش جنوبی پادگان قرار داشتند، که هر کدام از ساختمان‌ها به نام یک گردان پیاده نظیر انصار، مالک اشتر، حبیب بن مظاهر، مقداد و عمار نام گرفته بودند. از آنجا که پیش از تکمیل کارهای تأسیساتی پادگان، جنگ شروع شده بود، ساختمان‌ها در ابتدا فاقد امکانات تهویه، شیشه، دستشویی و لوله‌کشی آب مناسب بودند و خیابان‌های پادگان نیز شنی بودند. زمین صبحگاه، حمام و بعضی از واحدها مثل مخابرات، حسینیه شهید همت، آرایشگاه و سایر سرویس‌های خدماتی بعدها به وجود آمد. در ضلع شمالی حسینیه دو ساختمان ۵ طبقه دیگر به نام‌های ذوالفقار و القارعه وجود دارد، که مقر گردان‌های زرهی بود. کمی بالاتر از ساختمان گردان ذوالفقار، محوطه وسیعی وجود دارد که نمادی از قدس در آن ساخته شده است. این محوطه زمین صبحگاه و محل تمرین‌ها و اجتماع بسیجیان دوکوهه بود. در بخش جنوبی زمین صبحگاه، حمام‌های دوکوهه و در بخش شمالی آن ساختمان‌های اداری قرار دارد.
در فاصله ۲ کیلومتری از جنوب‌غربی پادگان دوکوهه، حسینه گردان تخریب واقع است که حسینهٔ امیرالمؤمنین نام دارد و چادرهای رزمندگان تخریب‌چی در کنار آن مستقر بود. مقر این رزمندگان به علت تمرین‌های ویژه و سخت‌تر، دور از سایر گردان‌ها قرار داشت. پس از ربوده شدن احمد متوسلیان؛ فرمانده تیپ ۲۷ محمد رسول‌الله در لبنان، پادگان دوکوهه به نام پادگان احمد متوسلیان تغییر نام یافت. اکنون دوکوهه حالتی دو بخشی پیدا کرده‌است، که با فنس و دیوار از هم جدا شده‌است، بخش شرقی آن در اختیار لشکر ۲۷ محمد رسول‌الله قرار دارد، که این بخش بیشتر حالت یادمانی داشته و یکی از محل‌های بازدید راهیان نور است. بخش غربی پادگان در اختیار تیپ ۷۲ پیاده مکانیزه دوکوهه متعلق به ارتش است، که ساختمان‌های ۵ طبقه آن مسکونی شده و قسمت‌های دیگر به صورت انبار مهمات درآمده است.

## موقعیت پادگان
این پادگان در فاصله ۴٫۵ کیلومتری شمال شهر اندیمشک و ۱۶۰ کیلومتری اهواز، در مجاورت جاده اندیمشک به خرم‌آباد قرار گرفته‌است. علت نامگذاری این منطقه به این نام، وجود دو ارتفاع ۳۱۶ و ۲۸۸ متری در کنار یکدیگر و در این منطقه با فاصله کمتر از یک کیلومتر بوده که مانند دو کوه دوقلو در این منطقه مسطح خودنمایی می‌کنند.
این پادگان، قبل از انقلاب پادگان پشتیبانی ارتش بود، که برای لشکر ۹۲ زرهی اهواز و مقرهای نظامی جنوب غربی کشور تعبیه شده بود، همچنین ساختمان‌هایی برای نظامیان خدمت‌کننده در پایگاه شکاری به‌صورت نیمه‌ساز در این پادگان وجود داشت. با شروع جنگ ایران و عراق در شهریورماه ۱۳۵۹ و در نتیجه افزایش تعداد یگان‌های نظامی سپاه، با توجه به موقعیت مناسب آن مورد توجه مسئولین نظامی قرار گرفت و اولین بار به صورت جدی قبل از عملیات فتح‌المبین به عنوان عقبه نیروها مورد توجه قرار گرفت و به ترتیب تیپ‌های ۷ ولی عصر، تیپ ۱۴ امام حسین، تیپ تازه تأسیس محمد رسول‌الله و چند روز بعد تیپ‌های ۱۷ قم و ۸ نجف اشرف در آن مستقر شدند. اولین اعزام در اسفندماه ۱۳۶۰ به دنبال حمله ارتش عراق به چذابه از دوکوهه صورت گرفت.

## آثار فرهنگی
عبدالرضا سالمی‌نژاد در کتاب فاتحان سایت و رادار موقعیت دوکوهه را اینگونه توضیح می‌دهد: در عملیات فتح المبین همهٔ یگان‌هایی که باید وارد منطقه می‌شدند عقبه‌شان دوکوهه بود حدود به‌طورمثال هفت، هشت، ده یگان بودیم که آنجا مستقر بودیم، همه هم چادر زده بودیم توی پادگان، در ساختمان‌های نیمه کاره‌ایی که هنوز هم هستند. اولین مقر ما برای تشکیل تیپ در پادگان دوکوهه بود، یک ساختمان آن از ما بود بقیه مربوط به تیپ‌های سپاه بودند که آن‌ها هم کم‌کم درحال استقرار بودند. تیپ هم آنجا تشکیل شد.